# Malleville-les-Grès
Malleville-les-Grès is een gemeente in het Franse departement Seine-Maritime (regio Normandië) en telt 154 inwoners (2005). De plaats maakt deel uit van het arrondissement Dieppe.

## Geografie
De oppervlakte van Malleville-les-Grès bedraagt 3,0 km², de bevolkingsdichtheid is 51,3 inwoners per km².
De onderstaande kaart toont de ligging van Malleville-les-Grès met de belangrijkste infrastructuur en aangrenzende gemeenten.

## Demografie
Onderstaande figuur toont het verloop van het inwonertal (bron: INSEE-tellingen).